# Résultats électoraux de Sherbrooke
Les résultats électoraux de Sherbrooke (depuis 1973 seulement) sont inscrits dans les tableaux ci-dessous.
| Aller aux résultats d'une élection                                                              |
| ----------------------------------------------------------------------------------------------- |
| 1973 • 1976 • 1981 • 1985 • 1989 • 1994 • 1998 • 2003 • 2007 • 2008 • 2012 • 2014 • 2018 • 2022 |

## Résultats
|                                                                                               | Nom                         | Parti              | Nombre de voix | %      | Maj.  |
| --------------------------------------------------------------------------------------------- | --------------------------- | ------------------ | -------------- | ------ | ----- |
|                                                                                               | Christine Labrie (sortante) | Québec solidaire   | 15 548         | 41,9 % | 2 472 |
|                                                                                               | Caroline St-Hilaire         | Coalition avenir   | 13 076         | 35,2 % | -     |
|                                                                                               | Yves Bérubé-Lauzière        | Parti québécois    | 3 373          | 9,1 %  | -     |
|                                                                                               | Zoée St-Amand               | Conservateur       | 2 501          | 6,7 %  | -     |
|                                                                                               | François Vaes               | Libéral            | 2 166          | 5,8 %  | -     |
|                                                                                               | Victoria Karny              | Vert               | 204            | 0,5 %  | -     |
|                                                                                               | Raphaëlle Dompierre         | Parti nul          | 113            | 0,3 %  | -     |
|                                                                                               | Alain Barbier               | Climat Québec      | 69             | 0,2 %  | -     |
|                                                                                               | Alexandre Asselin           | Démocratie directe | 48             | 0,1 %  | -     |
| Total                                                                                         | Total                       | Total              | 37 098         | 100 %  |       |
| Le taux de participation lors de l'élection était de 70,8 % et 458 bulletins ont été rejetés. |                             |                    |                |        |       |

|                                                                                               | Nom                     | Parti               | Nombre de voix | %      | Maj.  |
| --------------------------------------------------------------------------------------------- | ----------------------- | ------------------- | -------------- | ------ | ----- |
|                                                                                               | Christine Labrie        | Québec solidaire    | 12 315         | 34,3 % | 3 450 |
|                                                                                               | Luc Fortin (sortant)    | Libéral             | 8 865          | 24,7 % | -     |
|                                                                                               | Bruno Vachon            | Coalition avenir    | 8 403          | 23,4 % | -     |
|                                                                                               | Guillaume Rousseau      | Parti québécois     | 5 244          | 14,6 % | -     |
|                                                                                               | Marie-Maud Côté-Rouleau | Vert                | 423            | 1,2 %  | -     |
|                                                                                               | Éric Lebrasseur         | Citoyens au pouvoir | 162            | 0,5 %  | -     |
|                                                                                               | Mona Louis-Jean         | NPD Québec          | 141            | 0,4 %  | -     |
|                                                                                               | Sara Richard            | Parti nul           | 140            | 0,4 %  | -     |
|                                                                                               | Luc Lainé               | Indépendant         | 95             | 0,3 %  | -     |
|                                                                                               | Jossy Roy               | Bloc pot            | 83             | 0,2 %  | -     |
|                                                                                               | Patrick Tétreault       | Indépendant         | 61             | 0,2 %  | -     |
| Total                                                                                         | Total                   | Total               | 35 932         | 100 %  |       |
| Le taux de participation lors de l'élection était de 71,5 % et 476 bulletins ont été rejetés. |                         |                     |                |        |       |

|                                                                                               | Nom                    | Parti            | Nombre de voix | %      | Maj.  |
| --------------------------------------------------------------------------------------------- | ---------------------- | ---------------- | -------------- | ------ | ----- |
|                                                                                               | Luc Fortin             | Libéral          | 12 380         | 36,4 % | 1 855 |
|                                                                                               | Serge Cardin (sortant) | Parti québécois  | 10 525         | 31 %   | -     |
|                                                                                               | Philippe Girard        | Coalition avenir | 5 672          | 16,7 % | -     |
|                                                                                               | Hélène Pigot           | Québec solidaire | 4 393          | 12,9 % | -     |
|                                                                                               | Jeremy Andrews         | Vert             | 328            | 1 %    | -     |
|                                                                                               | Jean-Simon Campbell    | Option nationale | 321            | 0,9 %  | -     |
|                                                                                               | François Drogue        | Conservateur     | 181            | 0,5 %  | -     |
|                                                                                               | Jossy Roy              | Bloc pot         | 130            | 0,4 %  | -     |
|                                                                                               | Hubert Richard         | Indépendant      | 48             | 0,1 %  | -     |
| Total                                                                                         | Total                  | Total            | 33 978         | 100 %  |       |
| Le taux de participation lors de l'élection était de 69,9 % et 464 bulletins ont été rejetés. |                        |                  |                |        |       |

|                                                                                               | Nom                    | Parti                        | Nombre de voix | %      | Maj.  |
| --------------------------------------------------------------------------------------------- | ---------------------- | ---------------------------- | -------------- | ------ | ----- |
|                                                                                               | Serge Cardin           | Parti québécois              | 15 909         | 42,1 % | 2 642 |
|                                                                                               | Jean Charest (sortant) | Libéral                      | 13 267         | 35,1 % | -     |
|                                                                                               | Philippe Girard        | Coalition avenir             | 4 457          | 11,8 % | -     |
|                                                                                               | Christian Bibeau       | Québec solidaire             | 2 586          | 6,8 %  | -     |
|                                                                                               | Évelyne Beaudin        | Option nationale             | 1 069          | 2,8 %  | -     |
|                                                                                               | Suzanne Richer         | Vert                         | 407            | 1,1 %  | -     |
|                                                                                               | Christian Clavet       | Parti indépendantiste (2008) | 73             | 0,2 %  | -     |
| Total                                                                                         | Total                  | Total                        | 37 768         | 100 %  |       |
| Le taux de participation lors de l'élection était de 78,1 % et 344 bulletins ont été rejetés. |                        |                              |                |        |       |

|                                                                                               | Nom                    | Parti               | Nombre de voix | %      | Maj.  |
| --------------------------------------------------------------------------------------------- | ---------------------- | ------------------- | -------------- | ------ | ----- |
|                                                                                               | Jean Charest (sortant) | Libéral             | 13 694         | 45,2 % | 2 314 |
|                                                                                               | Laurent-Paul Maheux    | Parti québécois     | 11 380         | 37,6 % | -     |
|                                                                                               | Jacques Joly           | Action démocratique | 2 074          | 6,9 %  | -     |
|                                                                                               | Christian Bibeau       | Québec solidaire    | 1 948          | 6,4 %  | -     |
|                                                                                               | Steve Dubois           | Vert                | 1 016          | 3,4 %  | -     |
|                                                                                               | Richard Hubert         | Indépendant         | 158            | 0,5 %  | -     |
| Total                                                                                         | Total                  | Total               | 30 270         | 100 %  |       |
| Le taux de participation lors de l'élection était de 62,6 % et 405 bulletins ont été rejetés. |                        |                     |                |        |       |

|                                                                                               | Nom                    | Parti               | Nombre de voix | %      | Maj.  |
| --------------------------------------------------------------------------------------------- | ---------------------- | ------------------- | -------------- | ------ | ----- |
|                                                                                               | Jean Charest (sortant) | Libéral             | 13 136         | 36,6 % | 1 332 |
|                                                                                               | Claude Forges          | Parti québécois     | 11 804         | 32,9 % | -     |
|                                                                                               | Michel Dumont          | Action démocratique | 6 409          | 17,8 % | -     |
|                                                                                               | Christian Bibeau       | Québec solidaire    | 2 263          | 6,3 %  | -     |
|                                                                                               | Steve Dubois           | Vert                | 2 203          | 6,1 %  | -     |
|                                                                                               | Richard Hubert         | Indépendant         | 115            | 0,3 %  | -     |
| Total                                                                                         | Total                  | Total               | 35 930         | 100 %  |       |
| Le taux de participation lors de l'élection était de 74,2 % et 316 bulletins ont été rejetés. |                        |                     |                |        |       |

|                                                                                               | Nom                    | Parti               | Nombre de voix | %      | Maj.  |
| --------------------------------------------------------------------------------------------- | ---------------------- | ------------------- | -------------- | ------ | ----- |
|                                                                                               | Jean Charest (sortant) | Libéral             | 16 403         | 46,9 % | 2 597 |
|                                                                                               | Marie Malavoy          | Parti québécois     | 13 806         | 39,5 % | -     |
|                                                                                               | Peter Downey           | Action démocratique | 4 169          | 11,9 % | -     |
|                                                                                               | Normand Gilbert        | UFP                 | 496            | 1,4 %  | -     |
|                                                                                               | Serge Lachapelle       | Marxiste-léniniste  | 64             | 0,2 %  | -     |
| Total                                                                                         | Total                  | Total               | 34 938         | 100 %  |       |
| Le taux de participation lors de l'élection était de 73,5 % et 392 bulletins ont été rejetés. |                        |                     |                |        |       |

|                                                                                             | Nom                     | Parti               | Nombre de voix | %      | Maj. |
| ------------------------------------------------------------------------------------------- | ----------------------- | ------------------- | -------------- | ------ | ---- |
|                                                                                             | Jean Charest            | Libéral             | 15 093         | 47,4 % | 907  |
|                                                                                             | Marie Malavoy (sortant) | Parti québécois     | 14 186         | 44,6 % | -    |
|                                                                                             | Patrick C. Rouillard    | Action démocratique | 2 171          | 6,8 %  | -    |
|                                                                                             | Normand Gilbert         | Indépendant         | 169            | 0,5 %  | -    |
|                                                                                             | Christian Meunier       | Bloc pot            | 166            | 0,5 %  | -    |
|                                                                                             | Christian Simard        | Loi naturelle       | 53             | 0,2 %  | -    |
| Total                                                                                       | Total                   | Total               | 31 838         | 100 %  |      |
| Le taux de participation lors de l'élection était de 80 % et 336 bulletins ont été rejetés. |                         |                     |                |        |      |

|                                                                                               | Nom             | Parti               | Nombre de voix | %      | Maj.  |
| --------------------------------------------------------------------------------------------- | --------------- | ------------------- | -------------- | ------ | ----- |
|                                                                                               | Marie Malavoy   | Parti québécois     | 14 733         | 47,3 % | 1 391 |
|                                                                                               | Gilles Lapointe | Libéral             | 13 342         | 42,8 % | -     |
|                                                                                               | Patrick Morin   | Action démocratique | 2 564          | 8,2 %  | -     |
|                                                                                               | Serge Trépanier | Loi naturelle       | 326            | 1 %    | -     |
|                                                                                               | Doyle Hartley   | Égalité             | 176            | 0,6 %  | -     |
| Total                                                                                         | Total           | Total               | 31 141         | 100 %  |       |
| Le taux de participation lors de l'élection était de 82,3 % et 629 bulletins ont été rejetés. |                 |                     |                |        |       |

|                                                                                               | Nom                   | Parti              | Nombre de voix | %      | Maj.  |
| --------------------------------------------------------------------------------------------- | --------------------- | ------------------ | -------------- | ------ | ----- |
|                                                                                               | André Hamel (sortant) | Libéral            | 14 604         | 51,4 % | 3 314 |
|                                                                                               | Jacques Blanchette    | Parti québécois    | 11 290         | 39,7 % | -     |
|                                                                                               | Tracy Allard          | Vert               | 1 578          | 5,6 %  | -     |
|                                                                                               | Mario Mercier         | NPD Québec         | 521            | 1,8 %  | -     |
|                                                                                               | Yvon Rivet            | Parti 51           | 315            | 1,1 %  | -     |
|                                                                                               | Yves Lawler           | Communiste         | 59             | 0,2 %  | -     |
|                                                                                               | Normand Guy           | Marxiste-léniniste | 50             | 0,2 %  | -     |
| Total                                                                                         | Total                 | Total              | 28 417         | 100 %  |       |
| Le taux de participation lors de l'élection était de 76,4 % et 680 bulletins ont été rejetés. |                       |                    |                |        |       |

|                                                                                               | Nom                         | Parti               | Nombre de voix | %      | Maj. |
| --------------------------------------------------------------------------------------------- | --------------------------- | ------------------- | -------------- | ------ | ---- |
|                                                                                               | André Hamel                 | Libéral             | 14 163         | 49,3 % | 648  |
|                                                                                               | Raynald Fréchette (sortant) | Parti québécois     | 13 515         | 47 %   | -    |
|                                                                                               | Hugues Desrochers           | Vert                | 845            | 2,9 %  | -    |
|                                                                                               | Vincent Séguin              | Socialisme chrétien | 105            | 0,4 %  | -    |
|                                                                                               | Yves Lawler                 | Communiste          | 97             | 0,3 %  | -    |
| Total                                                                                         | Total                       | Total               | 28 725         | 100 %  |      |
| Le taux de participation lors de l'élection était de 75,7 % et 577 bulletins ont été rejetés. |                             |                     |                |        |      |

|                                                                                             | Nom               | Parti              | Nombre de voix | %      | Maj.  |
| ------------------------------------------------------------------------------------------- | ----------------- | ------------------ | -------------- | ------ | ----- |
|                                                                                             | Raynald Fréchette | Parti québécois    | 16 194         | 52,8 % | 2 309 |
|                                                                                             | Alain Cousineau   | Libéral            | 13 885         | 45,3 % | -     |
|                                                                                             | Denis Loubier     | Union nationale    | 450            | 1,5 %  | -     |
|                                                                                             | Louis Davignon    | Marxiste-léniniste | 125            | 0,4 %  | -     |
| Total                                                                                       | Total             | Total              | 30 654         | 100 %  |       |
| Le taux de participation lors de l'élection était de 83 % et 328 bulletins ont été rejetés. |                   |                    |                |        |       |

|                                                                                               | Nom                       | Parti            | Nombre de voix | %      | Maj.  |
| --------------------------------------------------------------------------------------------- | ------------------------- | ---------------- | -------------- | ------ | ----- |
|                                                                                               | Gérard Gosselin           | Parti québécois  | 12 440         | 42,5 % | 3 895 |
|                                                                                               | Jean-Paul Pépin (sortant) | Libéral          | 8 545          | 29,2 % | -     |
|                                                                                               | Guy Bureau                | Union nationale  | 6 255          | 21,4 % | -     |
|                                                                                               | Rosario Lehoux            | Créditiste       | 1 872          | 6,4 %  | -     |
|                                                                                               | Jacques Boutin            | Indépendant      | 102            | 0,3 %  | -     |
|                                                                                               | Robert Tremblay           | Sans désignation | 48             | 0,2 %  | -     |
| Total                                                                                         | Total                     | Total            | 29 262         | 100 %  |       |
| Le taux de participation lors de l'élection était de 84,7 % et 701 bulletins ont été rejetés. |                           |                  |                |        |       |

|                                                                                               | Nom                     | Parti           | Nombre de voix | %      | Maj.  |
| --------------------------------------------------------------------------------------------- | ----------------------- | --------------- | -------------- | ------ | ----- |
|                                                                                               | Jean-Paul Pépin         | Libéral         | 15 117         | 52,4 % | 6 082 |
|                                                                                               | Jean-Jacques Lafontaine | Parti québécois | 9 035          | 31,3 % | -     |
|                                                                                               | Réjean Giroux           | Créditiste      | 3 042          | 10,5 % | -     |
|                                                                                               | Marcel Côté             | Union nationale | 1 667          | 5,8 %  | -     |
| Total                                                                                         | Total                   | Total           | 28 861         | 100 %  |       |
| Le taux de participation lors de l'élection était de 80,9 % et 497 bulletins ont été rejetés. |                         |                 |                |        |       |